# Tomasz Górecki
Tomasz Górecki – polski matematyk i statystyk, doktor habilitowany nauk technicznych. Specjalizuje się w statystyce matematycznej, analizie danych oraz systemach uczących się. Profesor na Wydziale Matematyki i Informatyki Uniwersytetu im. Adama Mickiewicza w Poznaniu.

## Życiorys
Studia z matematyki ukończył na poznańskim UAM w 2001, gdzie następnie został zatrudniony. Stopień naukowy doktora uzyskał w 2005 na podstawie pracy pt. Sekwencyjna analiza dyskryminacyjna, przygotowanej pod kierunkiem prof. Mirosława Krzyśki. Habilitował się w 2015 w Instytucie Badań Systemowych PAN na podstawie dorobku naukowego i rozprawy pt. Klasyfikacja szeregów czasowych z wykorzystaniem pochodnych i transformat. Pracuje jako adiunkt w Zakładzie Rachunku Prawdopodobieństwa i Statystyki Matematycznej Wydziału Matematyki i Informatyki UAM. Podczas wizyty naukowej w USA pracuje jako assistant professor na Colorado State University
Autor podręcznika Podstawy statystyki z przykładami w R (wyd. BTC 2011, ISBN 978-83-60233-69-6), współautor książki Konwergencja regionalna (współautorzy: E. Łaźniewska, R. Chmielewski; Poznań, Wydawnictwo Uniwersytetu Ekonomicznego 2011, ISBN 978-83-7417-550-0) oraz współautor monografii Systemy uczące się - rozpoznawanie wzorców, analiza skupień i redukcja wymiarowości (współautorzy: M. Krzyśko, W. Wołyński, M. Skorzybut, WNT, Warszawa 2008). Artykuły publikował w takich czasopismach jak m.in. "Food Chemistry", "Journal of the Institute of Brewing", "Data Analysis Methods and its Applications" oraz "Pattern Recognition Letters".